# 샤를리 에브도

샤를리 에브도의 로고

<샤를리 에브도> "Charlie Hebdo"는 프랑스의 좌익성향 주간 풍자 신문이다. 만화, 기사, 비판 등의 내용이 담겨 있다. 종교인과 종교적 권위, 기업인, 셀럽, 우익 정치인, 각종 사회문화적 이슈 등에 대한 성역 없는 풍자로 유명하다.
샤를리 에브도 공식홈페이지의 히스토리 메뉴 영문판을 보면 1960년에 <월간 할복> "Hara-Kiri Mensuel"이란 이름으로 창간 됐다.
1969년 2월 3일에 <주간 할복> "Hara-Kiri Hebdo", 22일에 <월간 샤를리> "Charlie Mensuel"가 창간 되며 '샤를리'란 이름이 처음 등장한다.
이듬해인 1970년 11월 16일에 <주간 할복>이 포르노 만화를 그려서 금서로 지정당하자 일주일 만인 11월 23일에 창간한 잡지가 <샤를리 에브도> "Charlie Hebdo"이다.
1982년 1월에 재정과 경영상의 문제로 폐간 됐다가 10년 후인 1992년 7월에 재창간 돼 지금에 이른다.
2015년 샤를리 에브도 테러 사건으로 12명이 사망하기 4년 전인 2011년 11월 2일에 이미 최초의 사무실 방화 사건이 벌어졌으며 당시 사무실이 모두 불탔다. 샤를리 측은 2011년 이 사건을 알카에다와의 '긴 러브 스토리의 시작'이라고 설명하고 있다.
한편 샤를리 에브도는 문학 작품에도 등장 하는데, 무슬림에 대해 경멸적 어조를 가진 프랑스 소설가 미셸 우엘벡의 '소립자'를 보면, '오락 산업과 한통속'으로 묘사되어 있다.